# أكتوبر 2008
أكتوبر 2008 هو الشهر العاشر في عام 2008، بدأ يوم الأربعاء، وأنتهى يوم الجمعة، وأمتد لواحد وثلاثين يومًا.

## بوابة:أحداث جارية
| \| 1 أكتوبر 2008 (الأربعاء) \| عدل \| تاريخ \| راقب \| تصفح \| |     |       |      |      |
| - وزير خارجية البحرين يدعو لمنظمة تضم العرب وإسرائيل وإيران لحل مشاكل المنطقة بأسرع وقت (العربية) - سوريا تؤكد عدم إمكانية ضبط حدودها مع لبنان في الوقت الراهن والمعلم اشترط التوصل إلى اتفاق أمني بين البلدين (العربية) - قائد قوات الناتو بأفغانستان يطلب تعزيزات إضافية بأسرع وقت-(سي إن إن) - مجلس الشيوخ يصوت على خطة الإنقاذ المالي الأربعاء-(سي إن إن) |     |       |      |      |
| 1 أكتوبر 2008 (الأربعاء) | عدل | تاريخ | راقب | تصفح |

| \| 2 أكتوبر 2008 (الخميس) \| عدل \| تاريخ \| راقب \| تصفح \| |     |       |      |      |
| - مقتل 17 شخصاً على الأقل في هجومين بمدينة بغداد (بي بي سي) - إيران قد تفكر في ايقاف تخصيب اليورانيوم (بي بي سي) - البيت الأبيض متفائل بتمرير مجلس النواب لخطة الإنقاذ غداً (بي بي سي) - فشل اجتماع الكوريتين ومحادثات شاقة للمبعوث الأمريكي هيل في كوريا الشمالية-(سي إن إن) - ميدفيديف: عهد الهيمنة الاقتصادية الأميركية ولى (الجزيرة) - إشادة هندية بالاتفاق النووي مع أميركا وباكستان تطالب باتفاق مماثل (الجزيرة) |     |       |      |      |
| 2 أكتوبر 2008 (الخميس) | عدل | تاريخ | راقب | تصفح |

| \| 3 أكتوبر 2008 (الجمعة) \| عدل \| تاريخ \| راقب \| تصفح \| |     |       |      |      |
| - جورج بوش يوقع قانون خطة الإنقاذ المالي بعد أن أقرها الكونغرس في خطوة مصيرية ترقبتها كل البورصات العالمية (العربية) - حماس على لسان القيادي البارز محمود الزهار تتوعد أجهزة أمن الضفة بأنها ستدفع الثمن على غرار غزة (العربية) - إسرائيل تهدد بتدمير كبير في لبنان إذا أطلق حزب الله صواريخ عليها (العربية) - سوريا ترفض فتح مواقعها العسكرية لمراقبي وكالة الطاقة الذرية واعتبرت ذلك تهديدا لأمنها الوطني (العربية) - بايدن تفوق على بالين خلال المناظرة للمرشحين لمنصب نائب الرئيس بحسب استطلاعات الرأي الأولية (العربية) |     |       |      |      |
| 3 أكتوبر 2008 (الجمعة) | عدل | تاريخ | راقب | تصفح |

| \| 4 أكتوبر 2008 (السبت) \| عدل \| تاريخ \| راقب \| تصفح \| |     |       |      |      |
| - وزير خارجية فرنسا يرى أن عملية السلام قد تنسى وحماس ترفض تقديم الانتخابات أو تشكيل حكومة تكنوقراط (العربية) - العراق: مقتل أمير للقاعدة مسؤول عن تفجير مساجد الشيعة بالعيد إضافة إلى عمليات إرهابية أخرى في سائر أنحاء بغداد (العربية) - مقتل 15 جندياً تركياً في اشتباكات مع حزب العمال الكردستاني في أحد أعنف الهجمات ضد الجيش (العربية) - باريس تستضيف قمة أوروبية لبحث تداعيات الأزمة المالية وسط خلافات على مقترح فرنسي بإنشاء صندوق مالي (الجزيرة) - البنك المركزي الأميركي والخزانة ينفذان خطة الإنقاذ فورياً (الجزيرة) - آثار واسعة للازمة المالية الأمريكية (بي بي سي) |     |       |      |      |
| 4 أكتوبر 2008 (السبت) | عدل | تاريخ | راقب | تصفح |

| \| 5 أكتوبر 2008 (الأحد) \| عدل \| تاريخ \| راقب \| تصفح \| |     |       |      |      |
| - الجيش التركي يتهم أكراد العراق بدعم العمال الكردستاني (بي بي سي) - ليفني تؤكد التزامها بمحادثات السلام مع الفلسطينيين (بي بي سي) - مصر والعراق ترغبان في دعم علاقاتهما (بي بي سي) - ميركل تتعهد بانقاذ بنوك ألمانيا والحد من انتشار الأزمة المالية (بي بي سي) - مساءلة وزير خارجية البحرين بالبرلمان لاقتراحه منظمة تضم إسرائيل (العربية) - القوات الروسية بدأت بتفكيك ومغادرة مواقعها في جورجيا-(سي إن إن) - المعسكر الديمقراطي ينفي مزاعم بالين بارتباط أوباما بالإرهاب-(سي إن إن) - البابا بنيديكت: الثقافة المعاصرة وراء الأزمة الاقتصادية العالمية-(سي إن إن) |     |       |      |      |
| 5 أكتوبر 2008 (الأحد) | عدل | تاريخ | راقب | تصفح |

| \| 6 أكتوبر 2008 (الإثنين) \| عدل \| تاريخ \| راقب \| تصفح \| |     |       |      |      |
| - غارات تركية شمال العراق ووعيد للمتمردين الأكراد (الجزيرة) - فرنسا تجري اتصالات رسمية بحماس وليفني تتعهد بالسلام (الجزيرة) - باكستان: تفجير في منزل نائب وسقوط ضحايا (بي بي سي) - أولمرت يزور موسكو ويدعوها لعدم بيع أسلحة متطورة للمنطقة (الجزيرة) - مقتل 22 على الأقل في تفجير انتحاري شمالي سريلانكا (بي بي سي) - الجمهوريون يطلبون تحقيقاً في مصدر أموال حملة أوباما (الجزيرة) - عشرات القتلى ومشردون في زلزال جنوب قيرغيزستان (الجزيرة) - جائزة نوبل في الطب (الشعار) لاكتشافات في عالم الفيروسات (بي بي سي) |     |       |      |      |
| 6 أكتوبر 2008 (الإثنين) | عدل | تاريخ | راقب | تصفح |

| \| 7 أكتوبر 2008 (الثلاثاء) \| عدل \| تاريخ \| راقب \| تصفح \| |     |       |      |      |
| - واشنطن تعرب عن قلقها من الحشود العسكرية السورية وتحذرها من أن تتدخل في لبنان إثر تفجيري طرابلس ودمشق (العربية) - لليوم الثاني على التوالي الطائرات التركية تقصف 21 هدفاً للمتمردين الأكراد في شمال العراق ردا على مصرع 17 جندياً الجمعة (العربية) - إسرائيل تنفي إعلان اليمن توقيف خلية إرهابية ترتبط باستخباراتها (العربية) - مبارك يصدر عفواً غير مسبوق عن رئيس تحرير جريدة الدستور إبراهيم عيسى والذي يعد أبرز معارضي حكمه والصحيفة ترحب وتؤكد استمرارها في المعارضة (العربية) - نواب حماس يطالبون بانتخابات رئاسية والقاهرة تواصل الحوار (الجزيرة) - الأسواق العربية والأوروبية تواصل هبوطها والآسيوية ترتفع (الجزيرة) |     |       |      |      |
| 7 أكتوبر 2008 (الثلاثاء) | عدل | تاريخ | راقب | تصفح |

| \| 8 أكتوبر 2008 (الأربعاء) \| عدل \| تاريخ \| راقب \| تصفح \| |     |       |      |      |
| - بغداد: إنتحارية تفجر نفسها وتقتل وتصيب 26 شخصاً-(سي إن إن) - الأمم المتحدة تؤيد طلب صربيا تحويل موضوع كوسوفو للقضاء الدولي (رويترز) - جورجيا تقول إن القوات الروسية أتمت الانسحاب من المناطق العازلة (رويترز) - أوباما (في الصورة) يتفوق على ماكين في ثاني مناظرة تليفزيونية (بي بي سي) - زيباري: نقترب من اتفاق بشأن القوات الأمريكية (بي بي سي) - وفد حماس يبحث بالقاهرة مقترحات المصالحة الفلسطينية (الجزيرة) - تقرير لحزب الله: الطيار الإسرائيلي المفقود مات عام 1988 (الجزيرة) - تلويح أفريقي لموريتانيا بالعقوبات وولد داداه يدعو للحوار (الجزيرة) - البورصات العربية تواصل تراجعها لليوم الرابع (الجزيرة) |     |       |      |      |
| 8 أكتوبر 2008 (الأربعاء) | عدل | تاريخ | راقب | تصفح |

| \| 9 أكتوبر 2008 (الخميس) \| عدل \| تاريخ \| راقب \| تصفح \| |     |       |      |      |
| - قوات الأمن السورية تقتل مسلحين اثنين وتعتقل المسلح الثالث بمخيم اليرموك بدمشق (العربية) - حماس: سنجتمع مع فتح قريباً للاتفاق على الانتخابات (بي بي سي) - تركيا تمدد تخويل الجيش بمطاردة حزب العمال الكردستاني (بي بي سي) - ولي العهد السعودي يؤكد عزم بلاده فتح سفارة في العراق قريباً (العربية) - السلطات الليبية تقرر فجأة وقف تسليم شحنات النفط إلى سويسرا ومسؤول سويسري يؤكد أن بلاده لن تتأثر (العربية) |     |       |      |      |
| 9 أكتوبر 2008 (الخميس) | عدل | تاريخ | راقب | تصفح |

| \| 10 أكتوبر 2008 (الجمعة) \| عدل \| تاريخ \| راقب \| تصفح \| |     |       |      |      |
| - تجدد الاشتباكات العنيفة بين اليهود والعرب في عكا وسط مخاوف من وقوع مجزرة (الجزيرة) - فتح ترفض مفاوضة حماس قبل توقيع الخطة المصرية (الجزيرة) - طائرات تركيا تقصف معاقل مشتبه بها للأكراد في العراق (رويترز) - البشير يقول أن المزاعم الموجهة ضده بارتكاب جرائم حرب ملفقة (رويترز) - مبادرة سياسية لرئيس مجلس النواب الموريتاني بتوقيع ميثاق شرف للخروج بموريتانيا من الأزمة السياسية (الجزيرة) - مقتل 27 في تفجير انتحاري في اجتماع قبلي بباكستان (بي بي سي) - جائزة نوبل للسلام للرئيس الفنلندي السابق مارتي اهتيساري (بي بي سي) |     |       |      |      |
| 10 أكتوبر 2008 (الجمعة) | عدل | تاريخ | راقب | تصفح |

| \| 11 أكتوبر 2008 (السبت) \| عدل \| تاريخ \| راقب \| تصفح \| |     |       |      |      |
| - الجيش التركي: طائرات تركية تقصف أهدافاً كردية في شمال العراق (رويترز) - ليفني تحث على الهدوء بعد اشتباكات بين العرب واليهود في إسرائيل (رويترز) - حماس توافق على تمديد رئاسة عباس مؤقتاً مقابل صلاحيات حكومية وذلك ضمن خطة مصرية لتحقيق المصالحة الفلسطينية (العربية) - الأسد (في الصورة) يطمئن سليمان بأن انتشار قوات سورية قرب لبنان لمنع التهريب وفرنسا تؤكد أن الجيش السوري لا يهدد أحداً (العربية) |     |       |      |      |
| 11 أكتوبر 2008 (السبت) | عدل | تاريخ | راقب | تصفح |

| \| 12 أكتوبر 2008 (الأحد) \| عدل \| تاريخ \| راقب \| تصفح \| |     |       |      |      |
| - الإصلاحي الإيراني مهدي كروبي يطلق سباق خلافة نجاد بإعلان ترشحه للرئاسة (العربية) - عباس في دمشق ولا لقاء مع قادة حماس (بي بي سي) - فرار حوالي ألف عائلة مسيحية من مدينة الموصل (بي بي سي) - قادة منطقة اليورو يعقدون قمة طارئة في باريس (بي بي سي) - الشرطة العراقية: مقتل 9 وإصابة 13 في انفجار سيارة ملغومة ببغداد (رويترز) - وزراء العدل العرب: طلب ألقاء القبض على البشير غير قانوني (رويترز) - السجن لقس مصري وثلاثة مسيحيين ومتنصرة أدينوا بالتزوير (رويترز) |     |       |      |      |
| 12 أكتوبر 2008 (الأحد) | عدل | تاريخ | راقب | تصفح |

| \| 13 أكتوبر 2008 (الإثنين) \| عدل \| تاريخ \| راقب \| تصفح \| |     |       |      |      |
| - المالكي: لا حاجة للقوات البريطانية جنوب العراق (بي بي سي) - كاديما والعمل يتفقان على تشكيل حكومة إسرائيلية (بي بي سي) - في محادثات مشتركة مع الرئيس اللبناني بجدة العاهل السعودي يؤكد مساندته لكافة القوى اللبنانية بدون تمييز (العربية) - أمريكا: إيران تقدم رشاوى لنواب عراقيين لمعارضة الاتفاق الأمني (رويترز) - سوريا ترسل أول سفير لها في بغداد منذ أكثر من ربع قرن (رويترز) - دول اليورو تطلق خطة إنقاذ لمواجهة أزمة المال (الجزيرة) |     |       |      |      |
| 13 أكتوبر 2008 (الإثنين) | عدل | تاريخ | راقب | تصفح |

| \| 14 أكتوبر 2008 (الثلاثاء) \| عدل \| تاريخ \| راقب \| تصفح \| |     |       |      |      |
| - الرئيس السوري يصدر مرسوماً بإقامة علاقات دبلوماسية مع لبنان يتضمن فتح سفارة لدمشق في بيروت (العربية) - حزب العمال الكردستاني يتهم تركيا بإضعاف سلطة كردستان العراق إزاء بغداد وواشنطن تدين الهجمات ضد المسيحيين في الموصل (العربية) - كوريا الشمالية تسمح لمفتشين الوكالة الدولية باستئناف العمل (بي بي سي) |     |       |      |      |
| 14 أكتوبر 2008 (الثلاثاء) | عدل | تاريخ | راقب | تصفح |

| \| 15 أكتوبر 2008 (الأربعاء) \| عدل \| تاريخ \| راقب \| تصفح \| |     |       |      |      |
| - سوريا ولبنان يوقعان إعلان بدء العلاقات الدبلوماسية (الجزيرة) - موسى يرحب بقرار دمشق إقامة علاقة دبلوماسية مع بيروت وواشنطن وصفت القرار بالإيجابي (الجزيرة) - بريطانيا: الاتفاق مع العراق حول قواتنا هناك أمر حيوي (بي بي سي) - واشنطن تدرس اقامة مكتب دبلوماسي لها في طهران (بي بي سي) - صالح يطالب اليمنيين بنبذ الخلافات والمشاركة في الانتخابات والمعارضة ترحب وتذكر بمطالبها (الجزيرة) - بدء الانتخابات الرئاسية في أذربيجان وسط مقاطعة المعارضة وتوقعات بفوز علييف (الجزيرة) |     |       |      |      |
| 15 أكتوبر 2008 (الأربعاء) | عدل | تاريخ | راقب | تصفح |

| \| 16 أكتوبر 2008 (الخميس) \| عدل \| تاريخ \| راقب \| تصفح \| |     |       |      |      |
| - أمريكا والعراق يتفقان على بقاء القوات حتى 2011 (رويترز) - مقتل 3 فلسطينيين خلال 24 ساعة برصاص الجيش الإسرائيلي والبرغوثي يحذر من اندلاع انتقاضة شعبية جماهيرية (العربية) - آخر مناظرة بين أوباما وماكين تشهد صداماً حول السياسة الداخلية (العربية) - انطلاق مبادرة أهل السودان لحل أزمة دارفور (الجزيرة) - جرحى واعتقالات في مظاهرتين مناوئتين للانقلاب بموريتانيا (الجزيرة) - مدريد تعلن اعتقال 8 مغاربة بتهم تتعلق بأنشطة إرهابية-(سي إن إن) - أذربيجان تتطلع إلى تقرير مراقبين دوليين بعد فوز علييف (في الصورة) (رويترز) - الاتحاد الأوروبي يقر خطة قمة باريس لمواجهة الأزمة المالية (الجزيرة) - الأسهم في الأسواق المالية الأمريكية تتأرجح بعد تراجع الأسهم الأوروبية والآسيوية (بي بي سي) |     |       |      |      |
| 16 أكتوبر 2008 (الخميس) | عدل | تاريخ | راقب | تصفح |

| \| 17 أكتوبر 2008 (الجمعة) \| عدل \| تاريخ \| راقب \| تصفح \| |     |       |      |      |
| - بوش يدافع عن خطته لإنقاذ الاقتصاد (بي بي سي) - واشنطن تحشد التأييد للاتفاق الأمني مع العراق (بي بي سي) - قضاة المحكمة الدولية يطلبون دلائل إضافية ضد الرئيس السوداني البشير (بي بي سي) - بغداد: 3 قتلى في انفجار بمسجد للشيعة بعد صلاة الجمعة-(سي إن إن) - إيران تخسر معركة عضوية مجلس الأمن لحساب اليابان-(سي إن إن) - مصادر كردية: المدفعية الإيرانية تقصف قرى في شمال العراق-(سي إن إن) - أوباما يحذر أنصاره من الإفراط في الثقة رغم تقدمه (الجزيرة) - ارتفاع ملحوظ في أسواق الأسهم الآسيوية والأوروبية (بي بي سي) - نشاطات لإحياء اليوم العالمي لمكافحة الفقر (بي بي سي) |     |       |      |      |
| 17 أكتوبر 2008 (الجمعة) | عدل | تاريخ | راقب | تصفح |

| \| 18 أكتوبر 2008 (السبت) \| عدل \| تاريخ \| راقب \| تصفح \| |     |       |      |      |
| - آلاف العراقيين يدعون لإنهاء الاحتلال وغيتس (في الصورة) يسوق للمعاهدة الأمنية (الجزيرة) - حماس تهدد بوقف مفاوضات صفقة شاليط وعريقات يطالب واشنطن بوقف التصعيد الإسرائيلي (الجزيرة) - وزير خارجية لبنان: مستعدون لتنقية العلاقات السعودية - السورية لكن لا وجود لمبادرة بشأن ذلك (العربية) - 6 آلاف مسيحي عراقي تركوا ديارهم في الموصل خلال أسبوعين (العربية) - تأجيل محاكمة الملياردير المصري هشام طلعت مصطفى المتهم بقتل المغنية سوزان تميم إلى منتصف نوفمبر والمتهمان نفيا ارتكابهما الجريمة (العربية) |     |       |      |      |
| 18 أكتوبر 2008 (السبت) | عدل | تاريخ | راقب | تصفح |

| \| 19 أكتوبر 2008 (الأحد) \| عدل \| تاريخ \| راقب \| تصفح \| |     |       |      |      |
| - وزير الدفاع البريطاني يلتقي رئيس الوزراء العراقي في بغداد (رويترز) - أوكامبو يقدم ثالث قضية بشأن السودان خلال أسابيع (رويترز) - ماكين (في الصورة) يقلص الفارق مع أوباما ويهاجم خطته الاقتصادية (الجزيرة) - إشتباكات بين الشرطة ومتظاهرين مؤيدين لأوجلان بإسطنبول (الجزيرة) - الجمهوري كولن باول يوجه صفعة سياسية لماكين بإعلان دعمه لأوباما (العربية) - محام معارض ينافس بن علي في الانتخابات الرئاسية عام 2009 (العربية) - الطائرات الباكستانية تقصف المسلحين في سوات (بي بي سي) - الأسطول الروسي قد يغادر البحر الأسود (بي بي سي) |     |       |      |      |
| 19 أكتوبر 2008 (الأحد) | عدل | تاريخ | راقب | تصفح |

| \| 20 أكتوبر 2008 (الإثنين) \| عدل \| تاريخ \| راقب \| تصفح \| |     |       |      |      |
| - الساسة العراقيون يخفقون في إقرار الاتفاقية الأمنية الأمريكية حيث الإئتلاف الشيعي طالب بتعديلات بينما أيد الأكراد بلا تحفظ (العربية) - السعودية تبدأ بمحاكمة 70 إرهابياً نفذوا هجمات بالسنوات الأخيرة (العربية) - البوليساريو تطالب مجددا باستفتاء بشأن مصير الصحراء (الجزيرة) - بدء محاكمة المتهمين بالانقلاب في تركيا (الجزيرة) - تمديد المهلة الممنوحة لليفني لتشكيل حكومة إسرائيلية (رويترز) - أوروبا تعطي مهلة شهراً لموريتانيا للإفراج عن الرئيس المخلوع (رويترز) - بيريس يتباحث بشأن السلام مع مصر (رويترز) |     |       |      |      |
| 20 أكتوبر 2008 (الإثنين) | عدل | تاريخ | راقب | تصفح |

| \| 21 أكتوبر 2008 (الثلاثاء) \| عدل \| تاريخ \| راقب \| تصفح \| |     |       |      |      |
| - الحكومة العراقية تريد تعديلات على مسودة الاتفاقية الأمنية مع واشنطن-(سي إن إن) - حماس توافق مبدئياً على المقترح المصري بتشكيل حكومة وحدة وتطالب بتعديلات وإيضاحات (الجزيرة) - بوش يرفض تقييد سيطرته على النفط وإقامة قواعد بالعراق (الجزيرة) - تعديل حكومي بأفغانستان والناتو يقر بصعوبة تعزيز قواته (الجزيرة) - كازاخستان تسحب قواتها من العراق (رويترز) |     |       |      |      |
| 21 أكتوبر 2008 (الثلاثاء) | عدل | تاريخ | راقب | تصفح |

| \| 22 أكتوبر 2008 (الأربعاء) \| عدل \| تاريخ \| راقب \| تصفح \| |     |       |      |      |
| - الفصائل الفلسطينية تقدم ملاحظاتها على الورقة المصرية (بي بي سي) - السلطات المصرية تلقي القبض على 34 من الإخوان المسلمين (بي بي سي) - غيتس: أمريكا توشك على إغلاق الباب أمام الاتفاق الأمني بالعراق (العربية) - الرئيس الفلسطيني يقيل رئيس المخابرات وإسرائيل تغلق معابر غزة (العربية) - أول سفير كويتي لدى بغداد منذ عام 1990 يقدم أوراق اعتماده إلى الرئيس العراقي (رويترز) - أوسيتيا الجنوبية تعين مسؤولاً روسياً سابقاً رئيساً للوزراء (رويترز) |     |       |      |      |
| 22 أكتوبر 2008 (الأربعاء) | عدل | تاريخ | راقب | تصفح |

| \| 23 أكتوبر 2008 (الخميس) \| عدل \| تاريخ \| راقب \| تصفح \| |     |       |      |      |
| - العراقيون يتسلمون الملف الامني لمحافظة بابل (بي بي سي) - القضاء الأوروبي يلغي قرار تجميد أموال مجاهدي خلق (بي بي سي) - سولانا يأمل بتقدم في المحادثات السورية - الإسرائيلية (الجزيرة) - قتلى بغارة أميركية بعد اعتماد باكستان قانوناً لمكافحة الإرهاب (الجزيرة) - أوباما يتقدم 12 نقطة والجمهوريون يعانون من عقدة بالين (الجزيرة) - واشنطن تستضيف قمة دولية لبحث الأزمة المالية الشهر المقبل (الجزيرة) |     |       |      |      |
| 23 أكتوبر 2008 (الخميس) | عدل | تاريخ | راقب | تصفح |

| \| 24 أكتوبر 2008 (الجمعة) \| عدل \| تاريخ \| راقب \| تصفح \| |     |       |      |      |
| - العراق يدعو دول الجوار للوفاء بعهودها وتعزيز مراقبة الحدود (العربية) - بيان من 370 صفحة للمحكمة تتهم فيه أردوغان بمناهضة العلمانية وتشن أعنف هجوم عليه وتحكم بتغريم حزبه (العربية) - شاس ينسحب من محادثات تشكيل الحكومة الإسرائيلية (بي بي سي) - مصرع 25 مسلحاً كردياً في غارة تركية شمال العراق (بي بي سي) - أوبك تقرر خفض إنتاج النفط إلى 1.5 مليون برميل في اليوم-(سي إن إن) |     |       |      |      |
| 24 أكتوبر 2008 (الجمعة) | عدل | تاريخ | راقب | تصفح |

| \| 25 أكتوبر 2008 (السبت) \| عدل \| تاريخ \| راقب \| تصفح \| |     |       |      |      |
| - نصر الله في أول ظهور تلفزيوني له منذ انتشار الشائعة: لم أتعرض لمحاولة تسميم ولا صراع داخلي في حزب الله (العربية) - تعثر محادثات الائتلاف التي تقودها ليفني لتشكيل حكومة جديدة ورفض شاس لتقسيم القدس يدفع إسرائيل نحو انتخابات مبكرة (العربية) - قوات أمن فلسطينية تنتشر في الخليل (رويترز) - رفسنجاني: أمريكا تضغط على العراق لتوقيع الاتفاق الأمني (رويترز) - مقتل أجنبيين في هجوم مسلح بكابل (الجزيرة) - بوش يصادق على انضمام كرواتيا وألبانيا للناتو (الجزيرة) - أوباما يستأنف حملته وماكين يتهمه بالاشتراكية (الجزيرة) - عشرات القتلى والمفقودين في فيضانات باليمن والمغرب (الجزيرة) - الحزب الإسلامي العراقي يعلق إتصالاته بالأمريكيين (بي بي سي) |     |       |      |      |
| 25 أكتوبر 2008 (السبت) | عدل | تاريخ | راقب | تصفح |

| \| 26 أكتوبر 2008 (الأحد) \| عدل \| تاريخ \| راقب \| تصفح \| |     |       |      |      |
| - مقتل 8 مدنيين في قصف جوي أمريكي على قرية سورية (بي بي سي) - ليفني (في الصورة) ستدعو إلى انتخابات مبكرة بعد فشلها بتشكيل الحكومة والاستطلاعات ترجح فوز نتنياهو بالاقتراع المزمع (العربية) - حماس ترهن نجاح حوار القاهرة بعدم التدخل الخارجي وتستبعد إدخال تعديلات على الورقة المصرية (الجزيرة) - بغداد تقدم تعديلاتها على الاتفاق الأمني لواشنطن خلال يومين (الجزيرة) - مجلس الشيوخ الإسباني يفعل مبادرة تعنى بدراسة حقيقة الإسلام بهدف دعم عملية اندماج المسلمين في المجتمع (العربية) - مصادر قضائية سعودية ترجح تسليم المدانين بالإرهاب من غير السعوديين لبلدانهم لغايات إنسانية (العربية) |     |       |      |      |
| 26 أكتوبر 2008 (الأحد) | عدل | تاريخ | راقب | تصفح |

| \| 27 أكتوبر 2008 (الإثنين) \| عدل \| تاريخ \| راقب \| تصفح \| |     |       |      |      |
| - كاديما يتقدم باقتراح قانون لحل الكنيست وإجراء انتخابات (بي بي سي) - وزير خارجية سوريا وليد المعلم: الغارة الأمريكية عدوان إرهابي (بي بي سي) - العراق يقول أن الغارة داخل الأراضي السورية إستهدفت متمردين (بي بي سي) - الحريري ونصر الله يعلنان التمسك باتفاق الطائف وتطبيق اتفاق الدوحة (العربية) - اتفاق بين الحكومة الصومالية وجماعات معارضة على الانسحاب الإثيوبي (الجزيرة) - مقتل قيادي بطالبان باكستان في قصف أميركي لوزيرستان (الجزيرة) |     |       |      |      |
| 27 أكتوبر 2008 (الإثنين) | عدل | تاريخ | راقب | تصفح |

| \| 28 أكتوبر 2008 (الثلاثاء) \| عدل \| تاريخ \| راقب \| تصفح \| |     |       |      |      |
| - كشف خطة لاغتيال أوباما قبل أيام من الانتخابات الأمريكية (العربية) - سوريا تغلق المركز الثقافي والمدرسة الأمريكية رداً على غارة واشنطن وتطالب بان كي مون بإدانة دولية للولايات المتحدة (العربية) - محافظة واسط العراقية تستعد لإستلام أمنها من القوات الأمريكية لتكون آخر محافظة جنوبية تتولى المسؤولية بدل التحالف (العربية) - سوريا تنفي أن الغارة الأمريكية إستهدفت زعيما للقاعدة (رويترز) - الحكومة العراقية توافق على تعديلات الاتفاق الامني مع أمريكا (رويترز) - حماس: اعتقالات الضفة الغربية تضر بالمصالحة مع فتح (رويترز) - مشرعون إسرائيليون يوافقون على إجراء انتخابات في فبراير (رويترز) - العراق يضمن مقاعد للأقليات في المجالس المحلية (رويترز) |     |       |      |      |
| 28 أكتوبر 2008 (الثلاثاء) | عدل | تاريخ | راقب | تصفح |

| \| 29 أكتوبر 2008 (الأربعاء) \| عدل \| تاريخ \| راقب \| تصفح \| |     |       |      |      |
| - سفينة كسر الحصار تصل إلى ميناء غزة بعد تهديدات إسرائيلية سابقة بمنعها (الجزيرة) - بغداد تصر على تعديل الاتفاقية وتكلف المالكي بإبلاغ واشنطن (الجزيرة) - أميركا تتهم والسودان ينفي القيام بانتهاكات في دارفور (الجزيرة) - السعودية تعلن عزمها تنفيذ سياج أمني على حدودها مع العراق بهدف منع أي محاولة للتسلل (العربية) - الحكم بالسجن على 12 معارضاً من إعلان دمشق سنتين ونصفاً بعد أن تمت أدانتهم بتهمة النيل من هيبة الدولة السورية (العربية) - مقتل وجرح العشرات في زلزال ضرب جنوب غرب باكستان (العربية) |     |       |      |      |
| 29 أكتوبر 2008 (الأربعاء) | عدل | تاريخ | راقب | تصفح |

| \| 30 أكتوبر 2008 (الخميس) \| عدل \| تاريخ \| راقب \| تصفح \| |     |       |      |      |
| - مظاهرات في دمشق إحتجاجاً على الغارة الأمريكية (بي بي سي) - زيباري: استمرار الدعم الأمريكي رهن بإقرار الاتفاقية هذا العام (بي بي سي) - عشرات القتلى في سلسلة تفجيرات بآسام الهندية (بي بي سي) - قتلى وجرحى بانفجار داخل وزارة الإعلام الأفغانية (الجزيرة) - بدء الانتخابات الرئاسية بزامبيا وسط مخاوف من العنف (الجزيرة) |     |       |      |      |
| 30 أكتوبر 2008 (الخميس) | عدل | تاريخ | راقب | تصفح |

| \| 31 أكتوبر 2008 (الجمعة) \| عدل \| تاريخ \| راقب \| تصفح \| |     |       |      |      |
| - أولمرت يطلب من تركيا التحضير لجولة مفاوضات جديدة مع سوريا وأكد ضرورة استمرار المفاوضات معها (العربية) - القذافي (في الصورة) يزور روسيا وسيقترح استضافة قاعدة عسكرية روسية في ليبيا لتكون ضمانة لعدم وقوع اعتداء أمريكي عليها (العربية) - حماس تطلق سراح 17 من حركة فتح (بي بي سي) - ماكين يتقدم بنداء عاجل لجمع التبرعات لحملته الانتخابية (بي بي سي) - الرئيس العراقي يؤكد أهمية توقيع الاتفاقية مع أمريكا (رويترز) - لبنان: سوريا ستنشر مزيدا من القوات على الحدود (رويترز) - بورصة طوكيو تغلق على انخفاض (بي بي سي) |     |       |      |      |
| 31 أكتوبر 2008 (الجمعة) | عدل | تاريخ | راقب | تصفح |

| أحداث جارية |
| --- |
| - أزمة الدين الحكومي اليوناني - جائحة فيروس كورونا 2019–20 - التدخل العسكري الروسي في أوكرانيا - التدخل العسكري الروسي في سوريا - الحرب الأهلية السورية - الهجوم على شمال غرب سوريا (2024) - الحرب الأهلية السودانية 2023 - عملية طوفان الأقصى - الحرب الفلسطينية الإسرائيلية (الخط الزمني) - صراع حزب الله وإسرائيل (2023–الآن) - - أزمة البحر الأحمر - الهجمات على القواعد الأمريكية في العراق وسوريا 2023 - الأزمة الإنسانية في غزة (2023 – الآن) تفاصيل أكثر النزاعات الجارية أدناه |

| وفيات حديثة |
| --- |
| - 15 مايو: جلان إدوارد روجرز - 15 مايو: لويجي ألفا - 16 مايو: إيمانويل كونديه - 16 مايو: دونكان كامبل - 16 مايو: برايان غلانفيل - 16 مايو: شون دنيس - 16 مايو: بيتر لاكس - 16 مايو: جايسون كونتي - 17 مايو: مايكل ليدين - 17 مايو: كوركيس إسماعيل - 17 مايو: علي القزق - 18 مايو: عزيز الحجار - 18 مايو: ليزلي إبستاين - 19 مايو: جوناثان باريديس - 19 مايو: فدوى محسن - 19 مايو: يوري غريغوروفيتش - 19 مايو: إغناثيو رودريغيز (لاعب كرة قدم) - 20 مايو: كاي آرثر - 20 مايو: نينو بنفينوتي - 20 مايو: غادي كندة |

| نزاعات جارية |
| --- |
| - التدخل العسكري الدولي ضد تنظيم الدولة الإسلامية (داعش) - الكاميرون - الحرب الأهلية الكاميرونية - جمهورية إفريقيا الوسطى - حرب جمهورية إفريقيا الوسطى الأهلية (2012–الآن) - جمهورية الكونغو الديموقراطية - تمرد القوات الديمقراطية المتحالفة - صراع كيفو - الحرب الأهلية الأثيوبية (2018-حاليا) - موزمبيق - التمرد الإسلاموي في موزمبيق - نيجيريا - تمرد بوكو حرام - التمرد الإسلامي في الساحل - تمرد الجهاديين في بوركينا فاسو · حرب مالي - الحرب الأهلية الصومالية - الحرب في الصومال (2009–الآن) - السودان - نزاع السودان - النزاع في أفغانستان - النزاع بين طالبان والدولة الإسلامية في أفغانستان - صراع بنجشير - الهند - التمرد في جامو وكشمير - العصيان الماوي-الناكسالي - إندونيسيا - أزمة بابوا - الصراع الداخلي في ميانمار - الحرب الأهلية في ميانمار - باكستان - صراع بلوشستان - عصيان خيبر بختونخوا - الصراع الأهلي في الفلبين - التمرد الشيوعي في الفلبين - الحرب الروسية الأوكرانية - الغزو الروسي لأوكرانيا - صراع العراق - التمرد العراقي (2017–الآن) - صراع إسرائيل وغزة - الحرب الفلسطينية الإسرائيلية 2023 - أزمة البحر الأحمر - الحرب الأهلية السورية - التدخل الأجنبي في الحرب الأهلية السورية - تركيا - الولايات المتحدة - اليمن - الحرب الأهلية اليمنية - التدخل العسكري في اليمن |